# Antal Szentmihályi
Dans le nom hongrois Szentmihályi Antal, le nom de famille précède le prénom, mais cet article utilise l’ordre habituel en français Antal Szentmihályi, où le prénom précède le nom.
Antal Szentmihályi (né le 13 juin 1939 à Győr en Hongrie) est un footballeur international hongrois, qui évoluait au poste de gardien de but, avant de devenir entraîneur.

## Biographie

### Carrière de joueur

#### Carrière en sélection
Avec l'équipe de Hongrie, il joue 31 matchs (pour aucun but inscrit) entre 1961 et 1969. 
Il joue son premier match le 9 décembre 1961 contre le Chili et son dernier le 3 décembre 1969 contre la Tchécoslovaquie à Marseille.
Il figure dans le groupe des sélectionnés lors des Coupes du monde de 1962 et de 1966. Il dispute un match face au Portugal lors du mondial 1966. En revanche il ne joue aucun match lors du mondial 1962.
Il participe également à l'Euro de 1964, ainsi qu'aux Jeux olympiques de 1960 et de 1964. Il joue trois matchs lors du tournoi olympique de 1964.
Il joue enfin six matchs comptant pour les éliminatoires de la Coupe du monde 1970.

## Palmarès

### Palmarès en club
| Vasas SC - Championnat de Hongrie (2) : - Champion : 1960-61, 1961-62. - Coupe Mitropa : - Finaliste : 1963.                                                                       |  | Újpest \| - Championnat de Hongrie (6) : - Champion : 1969, 1970, 1970-71, 1971-72, 1972-73 et 1973-74. - Vice-champion : 1967 et 1968. - Coupe de Hongrie (2) : - Vainqueur : 1969 et 1970. \| \| - Coupe des villes de foires : - Finaliste : 1968-69. - Coupe Mitropa : - Finaliste : 1966-67. \| |
| - Championnat de Hongrie (6) : - Champion : 1969, 1970, 1970-71, 1971-72, 1972-73 et 1973-74. - Vice-champion : 1967 et 1968. - Coupe de Hongrie (2) : - Vainqueur : 1969 et 1970. |  | - Coupe des villes de foires : - Finaliste : 1968-69. - Coupe Mitropa : - Finaliste : 1966-67. |

### Palmarès en sélection
Hongrie
- Jeux olympiques (1) :
  -  Or : 1964.
  -  Bronze : 1960.